# Yolanda Vicente Martín
Yolanda Vicente Martín (Vitoria) es una agricultora y horticultora que produce hortalizas y verduras de variedades tradicionales y nuevas, de manera respetuosa con el medio ambiente en Pobes, concejo del municipio de Ribera Alta en la Cuadrilla de Añana de Álava. 

## Biografía

### Trayectoria profesional
Junto con otra persona, que ya no está en el negocio, pusieron en marcha en 2004, prácticamente sin conocimientos de horticultura y de manera autodidacta, un proyecto de horticultura respetuosa con el medio ambiente, para la venta directa, ubicada en el concejo de Pobes, perteneciente al municipio de Ribera Alta en la Cuadrilla de Añana de Álava.
En el año 2014 dejó su trabajo de administrativa para ser titular de la explotación hortícola. Tras aprender, realizando diversos cursos y leyendo mucho, se marcó como objetivos: lograr una explotación hortícola sostenible e innovadora, producir producto de cercanía, acercar el campo a la ciudad, recuperar variedades de siempre, innovar en los cultivos, especializarse en legumbre de calidad.
La mayoría de su producción se distribuye bajo el sello de “Euskal Baserri”, certificación de calidad del Gobierno Vasco obtenida en 2014.
Con ayuda, gestiona una explotación unos 25.000 m² con invernaderos, huerta al aire libre, frutales y 6 hectáreas destinadas a legumbre de secano de calidad. A pesar de la dureza del trabajo, ya que hay herramientas que pesan mucho y los tractores a veces les dan quebraderos de cabeza, son capaces de realizar su trabajo.
Además de cultivar más de 50 variedades de hortalizas, entre autóctonas y nuevas, tienen muchas plantas culinarias y algunas flores comestibles. Abastece de garbanzos frescos al Mugaritz, una legumbre caprichosa y cara que se recoge a partir de las 5 de la mañana pulsando a mano cada vaina para comprobar cómo están los granos.
Cada jueves acude al mercado exterior de la Plaza de Abastos de Vitoria para vender sus productos.

### Trayectoria divulgativa
Organiza visitas guiadas a sus instalaciones, actos para centros escolares, escuelas de cocina y para la asociación Slow Food Araba, inicialmente con mucha presencia en las ferias, que ahora limita a mercados relevantes como los de Gernika o Abadiño.
Ha colaborado con Radio Vitoria y con el programa A Bocados de EITB, la televisión autonómica del País Vasco, grabando más de una veintena de programas de cocina, en los que mostraba la forma de cultivar algunos de los productos cocinados y describía las variedades autóctonas y nuevas cultivadas en Horticultura Pobes.

## Premios y reconocimientos
- 2008 Premio a la mejor explotación agraria de Álava dentro del programa Gaztenek, de jóvenes agricultores.[1][11]
- 2014 Sello “Euskal Baserri” de certificación de calidad del Gobierno Vasco.[6]